# 千代田商会
千代田商会（ちよだしょうかい）はかつて存在したカメラの商社である。ライゼ光学に下請けさせコピーライカ「チヨカ」「チヨタックス」を製造させて発売していたが、生産が軌道に乗った最盛期でも月産200から300台の規模で、メーカーの能力に見切りをつけて取引を中止したため販売中止となった。

## 135フィルム使用カメラ
商社である千代田商会に対してごく小規模な工場だったライゼ光学から売り込みがあり、資金的援助も含めて扱うことにしたもの。名前は「千代田商会のカメラ」の意で深く考えるまでもなくチヨカに決められ、一部の関係者は「芸者の名前みたいで、ちょっと気にな」ったという。
- チヨカI（Chiyoca I 、1951年発売） - 距離計なし。50mmファインダーあり。シャッターはフォーカルプレーン式でB、1/20〜1/500秒[2]。世界的に見ても珍しいライカスタンダードのデッドコピー[1]。発売時期は明確ではなく粟野幹男は1951年8月から1953年8月の間とする。レンズは小西六（コニカを経て現コニカミノルタ）製ヘキサー50mmF3.5が付属したが、これは正規のLマウントレンズではなく引き伸ばし用レンズを自製Lマウント沈胴式の鏡胴に組込んだもので、距離計との連動カムが調整されずに出荷されたものもある[1]。また被写界深度目盛も焦点距離35mmの被写界深度目盛より深く表示されている[1]。ボディーだけでも販売され、価格は10,000円であった[1]。製造台数はチヨカIFを合わせても500台以下と考えられている[1]。
- チヨカIF（Chiyoca IF 、1951年発売） - チヨカIにシンクロ接点を追加した[1]。初期は2ピン式であったが後にドイツ接点に変更されている[2][1]。レンズは初期が小西六（コニカを経て現コニカミノルタ）製ヘキサー50mmF3.5、後にレナ50mmF3.5に変更された[1]。ボディーだけでも販売され、価格は10,000円であった[1]。
- チヨカIIF（Chiyoca IIF 、1953年12月または1954年1月頃[1]発売） - ライカIIのデッドコピー[1]。1.5倍の距離計連動式[2]。レンズは当初レナ50mmF3.5で、ヘキサー時代より格段に仕上げが向上した。後にライゼ50mmF3.5となったが名称変更のみで内容は同一[1]。ボディーだけでも販売され、価格は18,000円であった[1]。軍艦部ネーム書体、シンクロ接点形状、張革、吊輪金具形状などマイナーチェンジが多い[1]。

チヨカが千代田光学精工（ミノルタを経て現コニカミノルタ）の登録商標であったことが明らかとなり、以降の機種はブランドがチヨタックスに変更されている。
- チヨタックスIIF（Chiyotax IIF  、1954年12月発売） - チヨカIIFにスローシャッターを追加しT、B、1〜1/500秒[1]。レンズはレナ50mmF3.5やライゼ50mmF3.5であったが1955年7月頃から小西六（コニカを経て現コニカミノルタ）製ヘキサー50mmF3.5を装着、また1955年12月頃からヘキサノン50mmF1.9を装着した[1]。価格はレナつき28,300円、ヘキサーつき29,800円、ヘキサノンつき41,100円[1]。製造数はごく少ない[1]。
- チヨタックスIIIF（Chiyotax IIIF 、1955年7月発売） - チヨタックスIIFのマイナーチェンジ版で機構上の違いはほとんどない。粟野幹男は「当初チヨカからチヨタックスに改名したので、形式名のほうは手をつけずIIFのままとし、後で形式名も手直しした」と推測している[1]。小西六（コニカを経て現コニカミノルタ）製ヘキサノン50mmF1.9を装着して販売され、話題を集めた[2]。